# Liste der Baudenkmäler in Gochsheim
Auf dieser Seite sind die Baudenkmäler in der unterfränkischen Gemeinde Gochsheim zusammengestellt. Diese Tabelle ist eine Teilliste der Liste der Baudenkmäler in Bayern. Grundlage ist die Bayerische Denkmalliste, die auf Basis des Bayerischen Denkmalschutzgesetzes vom 1. Oktober 1973 erstmals erstellt wurde und seither durch das Bayerische Landesamt für Denkmalpflege geführt wird. Die folgenden Angaben ersetzen nicht die rechtsverbindliche Auskunft der Denkmalschutzbehörde.
Diese Liste gibt den Fortschreibungsstand vom 7. März 2024 wieder und enthält 35 Baudenkmäler.

## Baudenkmäler nach Gemeindeteilen

### Gochsheim
| Lage                                                      | Objekt                           | Beschreibung | Akten-Nr.              | Bild           |
| --------------------------------------------------------- | -------------------------------- | --- | ---------------------- | -------------- |
| Am Plan (Standort)                                        | Brunnen                          | Brunnenhäuschen mit drei Säulchen und Kuppeldach um 1700, Trog 1802 | D-6-78-135-2 Wikidata  | weitere Bilder |
| Am Plan 2 (Standort)                                      | Historisches Rathaus             | Zweigeschossiger Satteldachbau mit Zierfachwerkobergeschoss, bezeichnet „1561“ | D-6-78-135-1 Wikidata  | weitere Bilder |
| Am Plan 6 (Standort)                                      | Ehemaliges Bauernhaus            | Zweigeschossiger Satteldachbau mit Geschossgesims und Eckquaderung, späthistoristisch, bezeichnet „1910“                                                                                              | D-6-78-135-33 Wikidata | weitere Bilder |
| Am Plan 6 (Standort)                                      | Fußgängerpforte                  | 18. Jahrhundert (erneuert) | D-6-78-135-33 Wikidata | weitere Bilder |
| Nähe Friedhofstraße (Standort)                            | Friedhofskreuz                   | Sockel mit Kreuzigungsgruppe aus Sandstein, 18./19. Jahrhundert | D-6-78-135-3 Wikidata  | weitere Bilder |
| Friedhofstraße 14 (Standort)                              | Kriegerhain                      | Parkähnliche Anlage mit von Rosen eingefasstem Denkmal eines liegenden Soldaten sowie Inschriftentafeln und zwei Ruhbänken, 1896                                                                      | D-6-78-135-4 Wikidata  | weitere Bilder |
| Grettstadter Straße 10 (Standort)                         | Ehemaliges Schmiedeanwesen       | Eingeschossiges Fachwerkwohnhaus mit Halbwalmdach, um 1800 | D-6-78-135-34 Wikidata | weitere Bilder |
| Grettstadter Straße 3 (Standort)                          | Hoftor mit Fußgängerpforte       | Sandstein, 18. Jahrhundert | D-6-78-135-16          | weitere Bilder |
| Grettstadter Straße 10 (Standort)                         | Ehemaliges Schmiedeanwesen       | Zweigeschossiges Nebengebäude mit Schmiede, 19. und frühes 20. Jahrhundert | D-6-78-135-34 Wikidata | weitere Bilder |
| Hadergasse 3, Judenhof 2, 4, 6, 16, 18, 20, 22 (Standort) | Ehemaliges jüdisches Wohnviertel | Kleinhäuser mit Satteldach und Fachwerk, Nr. 2, 4, 6 und 16, 18, 20, 22, 18./19. Jahrhundert, ehemaliges Gemeindehaus und Synagoge (Nr. 16–18), 1754 und 1920, teilweise verändert, auch Hadergasse 3 | D-6-78-135-32 Wikidata | weitere Bilder |

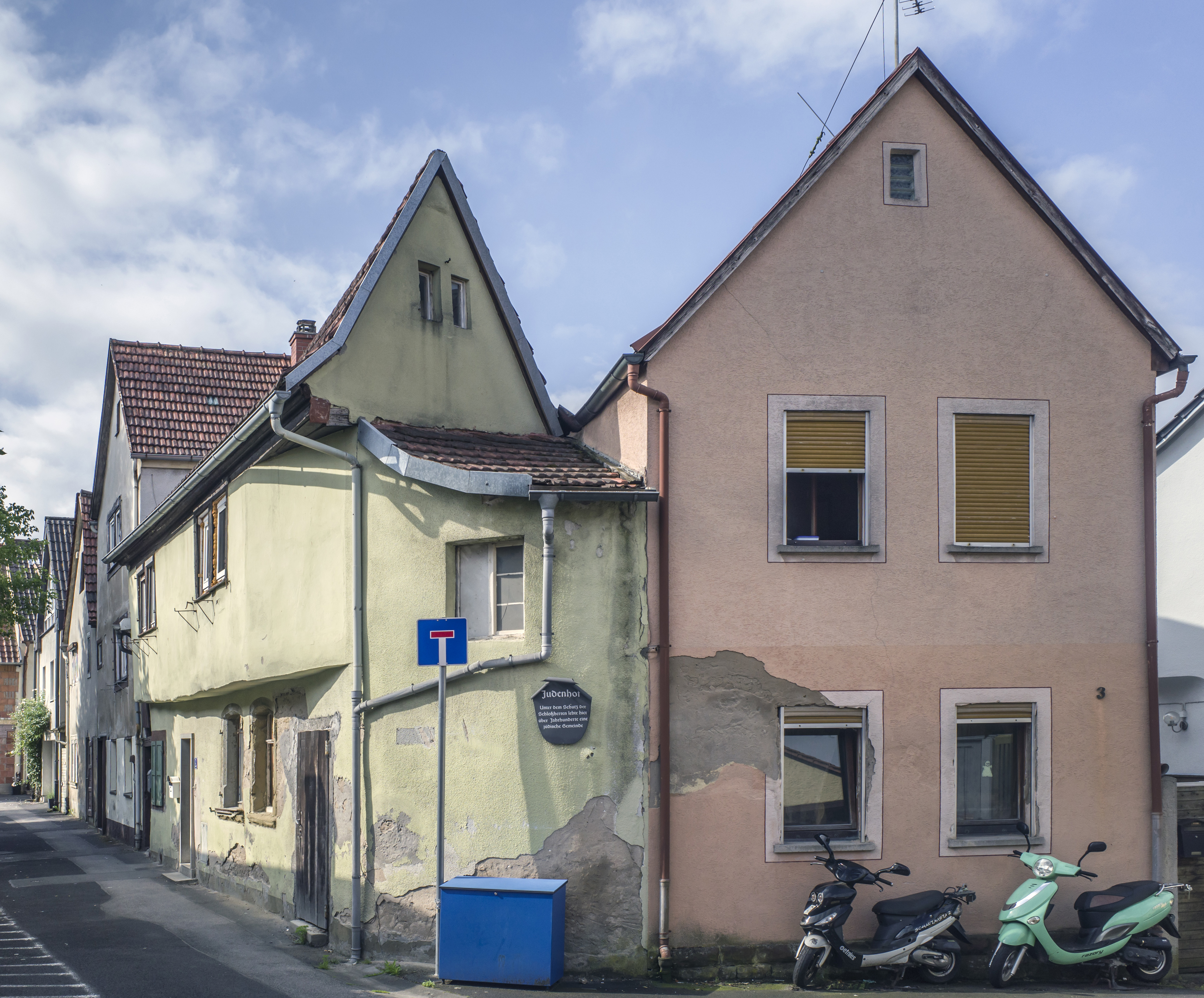
Judenhof 2, Hadergasse 3
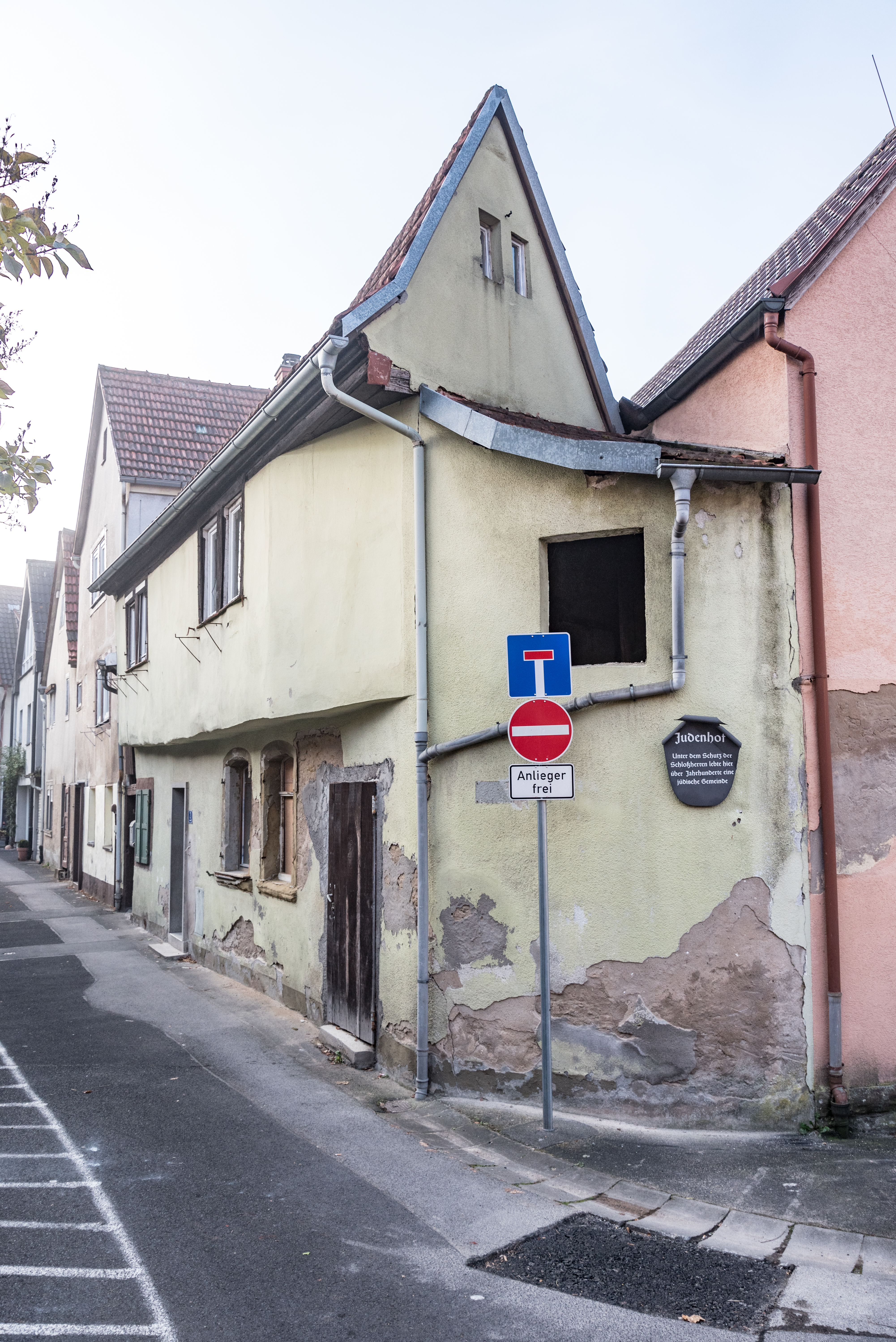
Judenhof 2
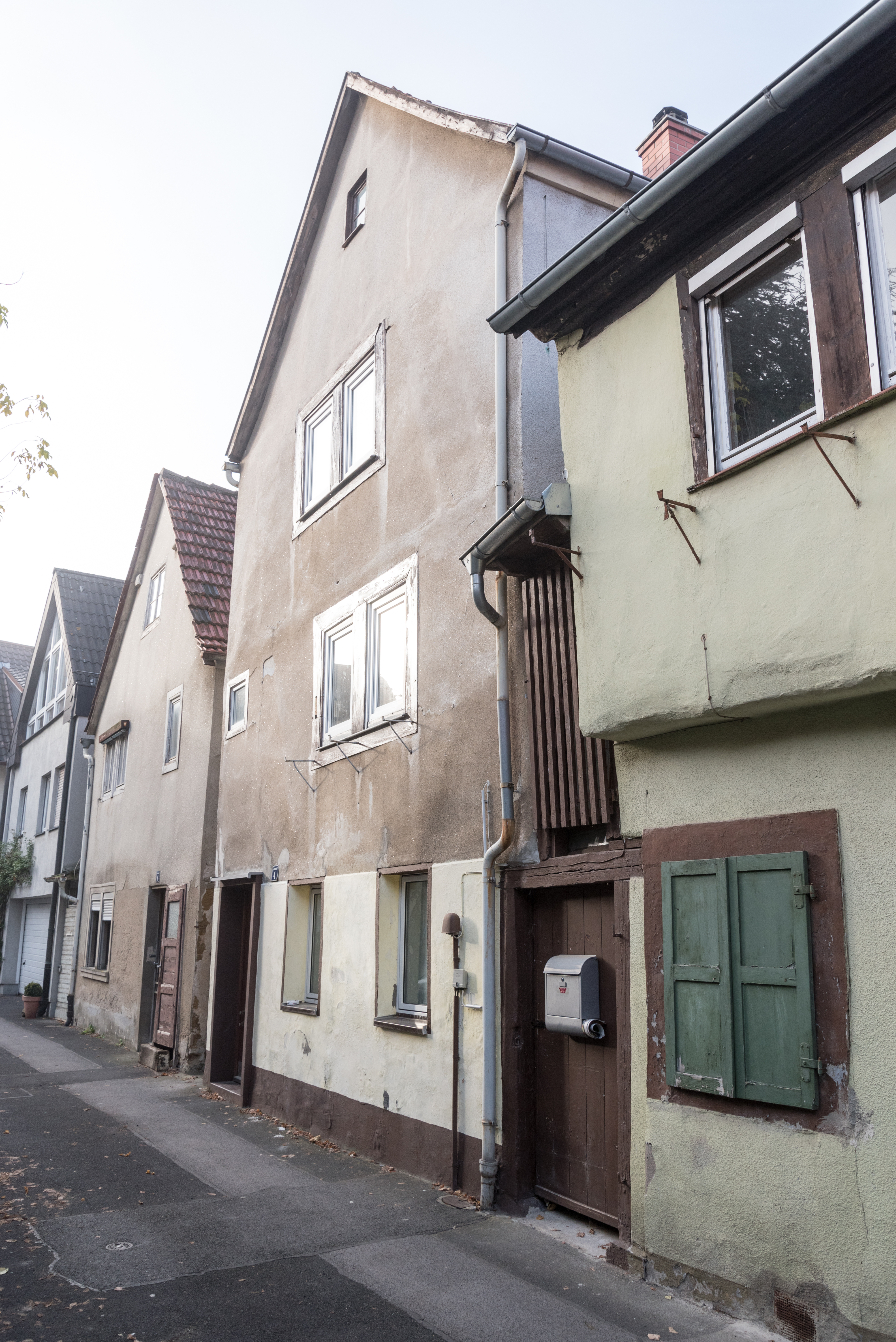
Judenhof 4
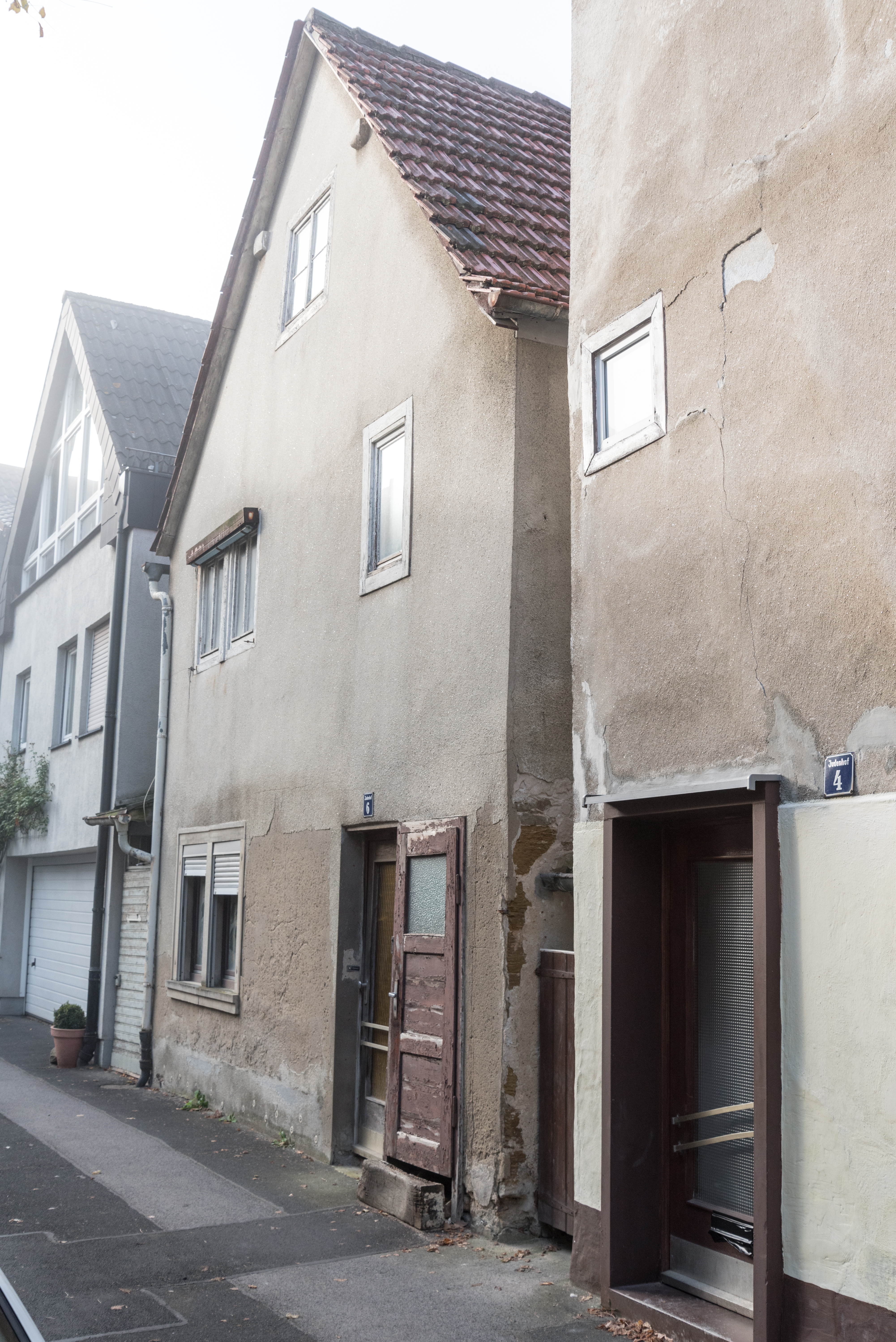
Judenhof 6
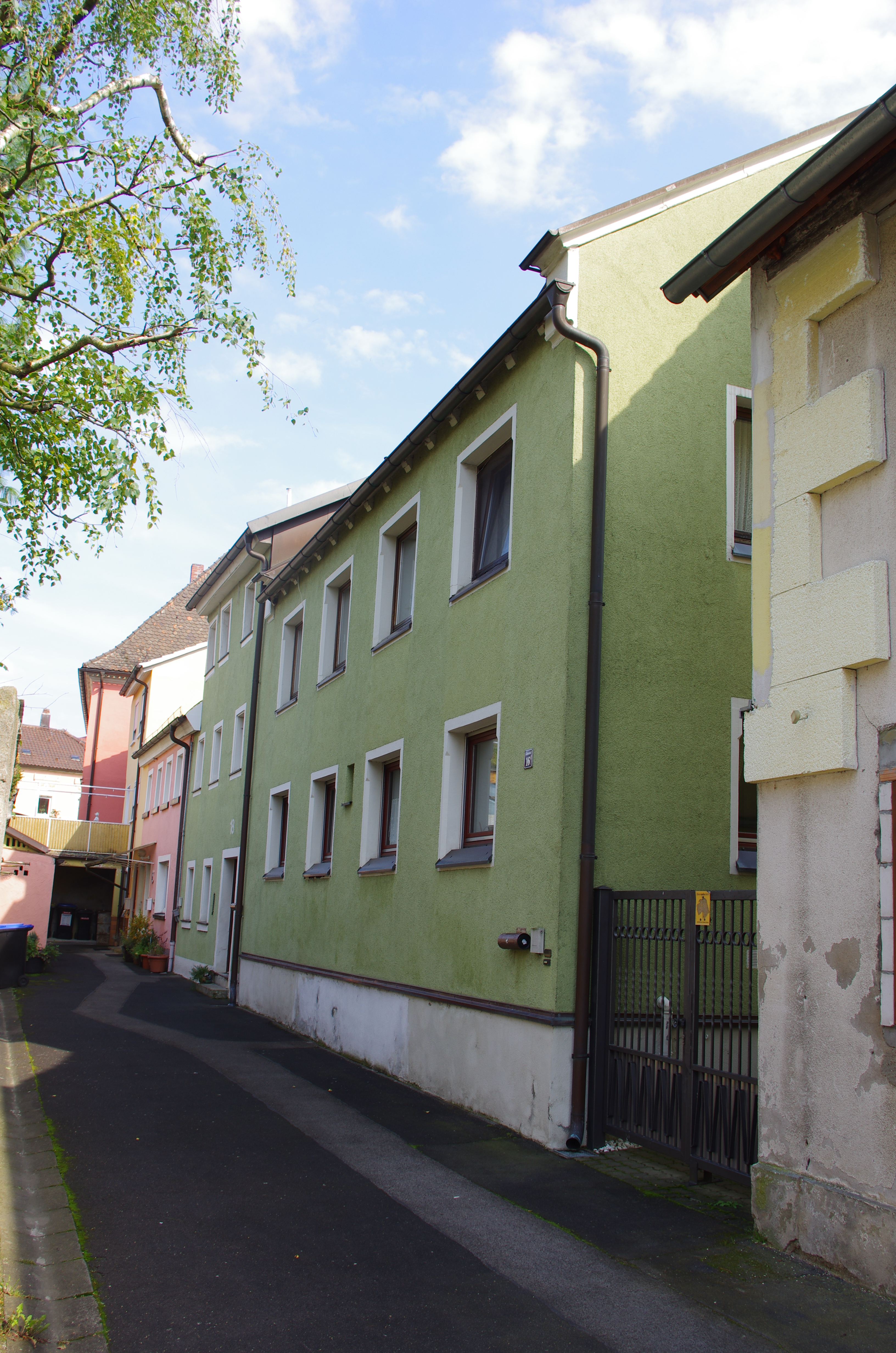
Judenhof 16
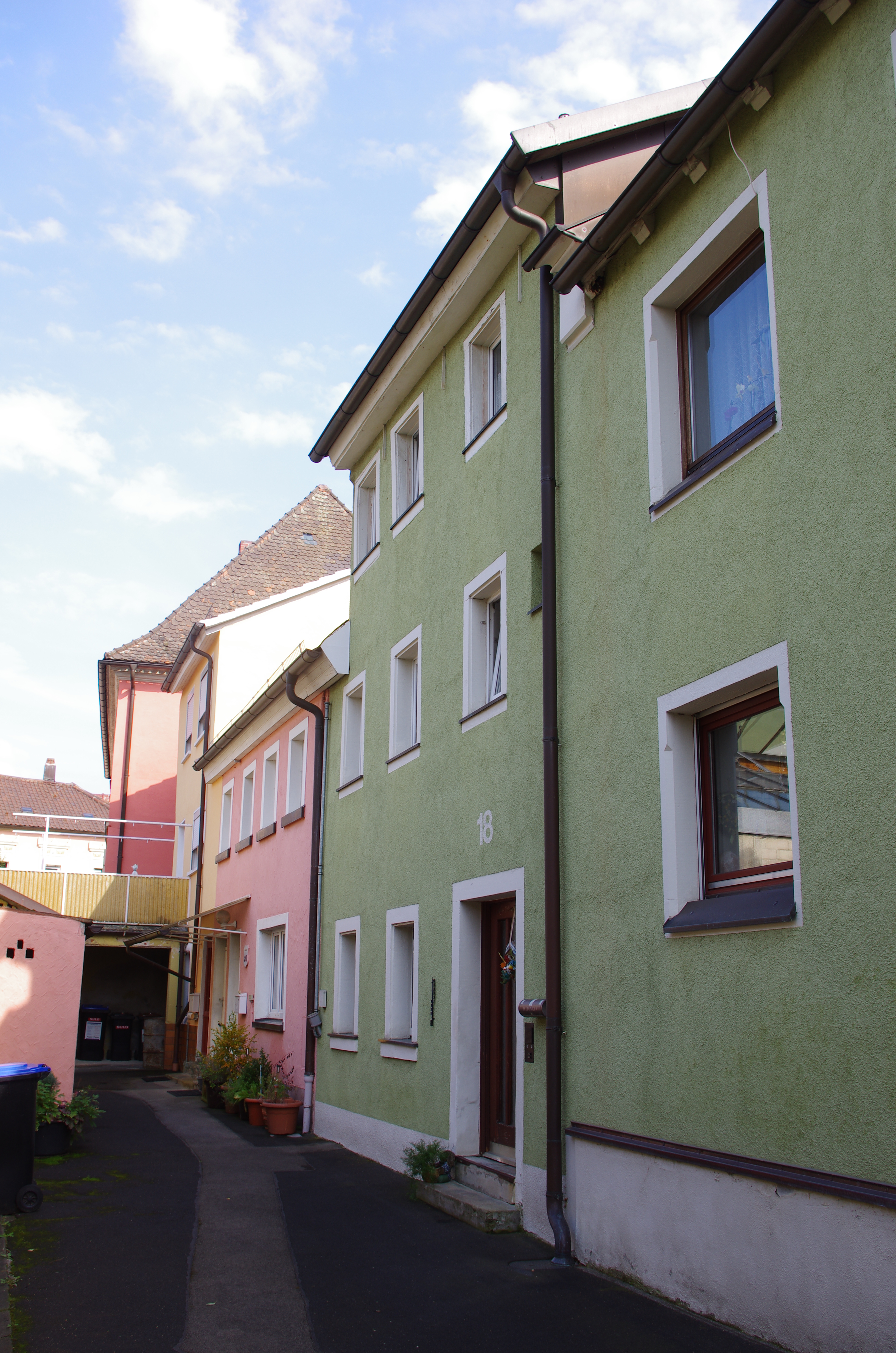
Judenhof 18
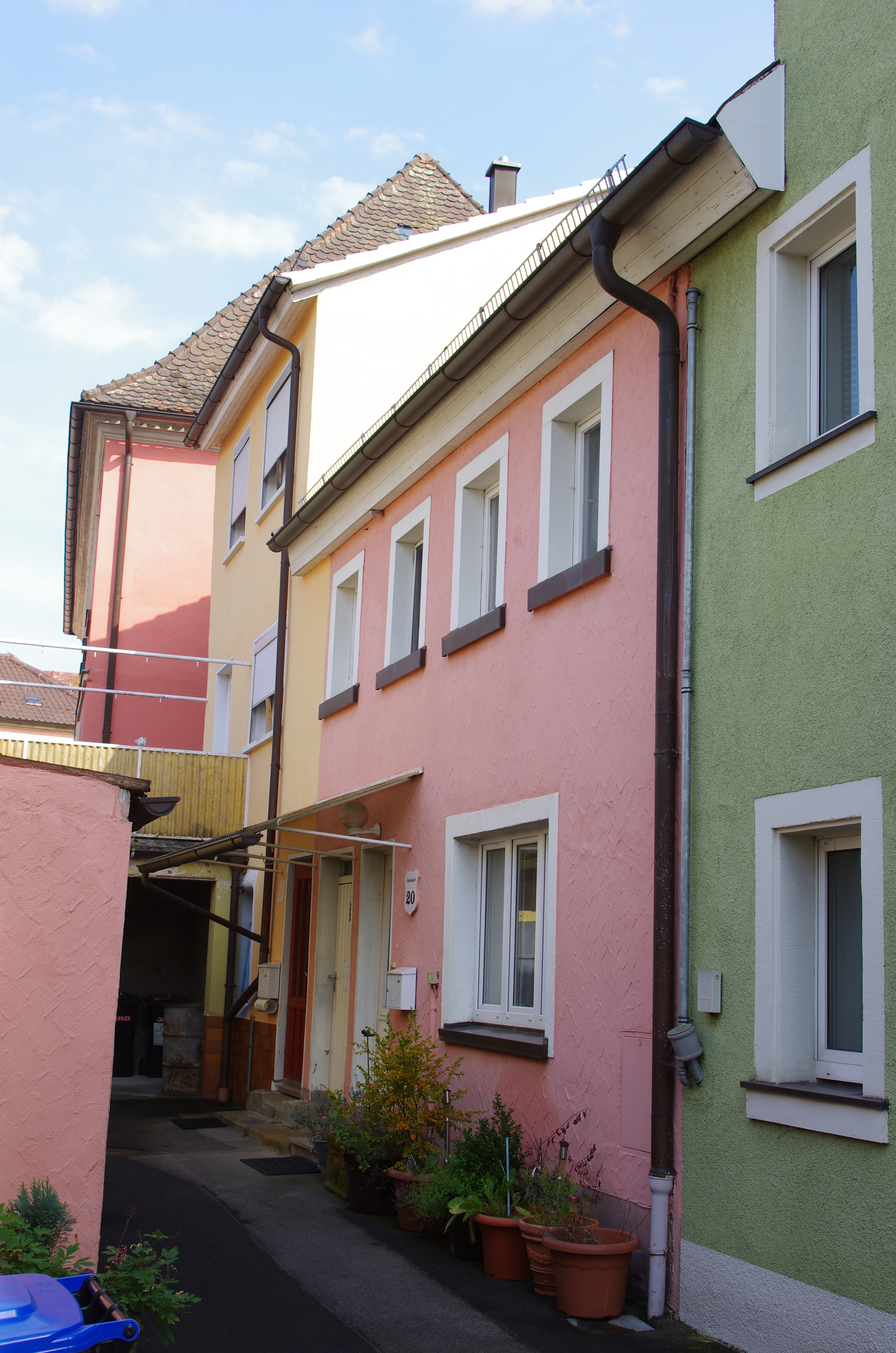
Judenhof 22, 20

| Lage                               | Objekt                                          | Beschreibung | Akten-Nr.              | Bild           |
| ---------------------------------- | ----------------------------------------------- | --- | ---------------------- | -------------- |
| Hindenburgstraße 11 (Standort)     | Kleinhaus                                       | Eingeschossiger giebelständiger Satteldachbau mit Zierfachwerkgiebel, 17. Jahrhundert                                                | D-6-78-135-5 Wikidata  | weitere Bilder |
| Kirchgasse 10 (Standort)           | Evangelisch-lutherische Pfarrkirche St. Michael | Chor und Turm 1511, Langhaus 1872/73; mit Ausstattung                                                                                | D-6-78-135-6 Wikidata  | weitere Bilder |
| Kirchgasse 10 (Standort)           | Kirchenburg                                     | Die Pfarrkirche einfassende Gadenanlage mit Torturm, im Kern 14. Jahrhundert, heutiger Bestand überwiegend 16. Jahrhundert           | D-6-78-135-6 Wikidata  | weitere Bilder |
| Mönchsgasse 19 (Standort)          | Sogenanntes Apostelhaus                         | Wohnhaus, eingeschossiger giebelständiger Satteldachbau mit Volutengiebel und Erker, Renaissance, bezeichnet „1612“, Westgiebel 1690 | D-6-78-135-7 Wikidata  | weitere Bilder |
| Mönchsgasse 19 (Standort)          | Scheune                                         | | D-6-78-135-7 Wikidata  | weitere Bilder |
| Mönchsgasse 19 (Standort)          | Nebengebäude                                    | | D-6-78-135-7 Wikidata  | weitere Bilder |
| Schonunger Straße 5 (Standort)     | Hoftor mit Fußgängerpforte                      | Sandstein, 18. Jahrhundert | D-6-78-135-8 Wikidata  | weitere Bilder |
| Schonunger Straße 18 (Standort)    | Frühmesnerhaus                                  | Zweigeschossiger traufständiger Satteldachbau mit Volutengiebeln und Zierfachwerkobergeschoss, Renaissance, bezeichnet „1615“        | D-6-78-135-9 Wikidata  | weitere Bilder |
| Schwebheimer Straße 19 (Standort)  | Stadttor, sogenanntes Schwebheimer Tor          | Torhaus mit Fachwerkobergeschoss, 1739                                                                                               | D-6-78-135-10 Wikidata | weitere Bilder |
| Schweinfurter Straße 1 (Standort)  | Kantoratsgebäude                                | Zweigeschossiger giebelständiger Halbwalmdachbau, erste Hälfte 19. Jahrhundert; Teil der Kirchenburg                                 | D-6-78-135-11 Wikidata | weitere Bilder |
| Schweinfurter Straße 3 (Standort)  | Gasthaus Zur Rose                               | Zweigeschossiger giebelständiger Halbwalmdachbau mit verputztem Fachwerkobergeschoss, um 1800                                        | D-6-78-135-12 Wikidata | weitere Bilder |
| Schweinfurter Straße 4 (Standort)  | Wohnhaus                                        | Zweigeschossiger giebelständiger Satteldachbau mit verputztem Fachwerkobergeschoss, 18. Jahrhundert                                  | D-6-78-135-13 Wikidata | weitere Bilder |
| Schweinfurter Straße 6 (Standort)  | Pfarrhaus                                       | Zweigeschossiger Walmdachbau, zweite Hälfte 18. Jahrhundert                                                                          | D-6-78-135-14 Wikidata | weitere Bilder |
| Schweinfurter Straße 9 (Standort)  | Wohnhaus, sogenanntes Erthal’sches Schlösschen  | Zweigeschossiger Walmdachbau mit geohrten Fensterrahmungen, 1760                                                                     | D-6-78-135-15 Wikidata | weitere Bilder |
| Schweinfurter Straße 26 (Standort) | Epitaph                                         | Relief mit Kruzifix und Stiftern, bezeichnet „1603“                                                                                  | D-6-78-135-35 Wikidata | BW             |
| Weyerer Straße 14 (Standort)       | Schmiede                                        | Eingeschossiges giebelständiges Mansarddachhaus, 19. Jahrhundert                                                                     | D-6-78-135-36 Wikidata | weitere Bilder |

### Weyer
| Lage                                                                                            | Objekt                                  | Beschreibung | Akten-Nr.              | Bild              |
| ----------------------------------------------------------------------------------------------- | --------------------------------------- | --- | ---------------------- | ----------------- |
| Ebracher Gasse 1 (Standort)                                                                     | Katholische Pfarrkirche St. Bonifatius  | Turm im Kern um 1500, im 18. Jahrhundert ausgebaut, Langhaus 1730–31, Erweiterungsbau; mit Ausstattung              | D-6-78-135-18 Wikidata | weitere Bilder    |
| Ebracher Gasse 3 (Standort)                                                                     | Bauernhof                               | Ehemaliger Teil des Ebracher Amtshofes; zweigeschossiger Walmdachbau                                                | D-6-78-135-20 Wikidata | weitere Bilder    |
| Ebracher Gasse 3 (Standort)                                                                     | Scheune                                 | Mit Bauteilen des 18. Jhds.                                                                                         | D-6-78-135-20          | BW                |
| Erlenstraße 4 (Standort)                                                                        | Pfarrhaus, ehemaliges Ebracher Amtshaus | Zweigeschossiger Walmdachbau mit geohrten Fensterrahmungen und Eckquaderung, um 1710                                | D-6-78-135-17 Wikidata | weitere Bilder    |
| Erlenstraße 4 (Standort)                                                                        | Nebengebäude                            | | D-6-78-135-17 Wikidata | weitere Bilder    |
| Erlenstraße 4 (Standort)                                                                        | Grundstücksmauer                        | | D-6-78-135-17 Wikidata | weitere Bilder    |
| Hauptstraße, Weg nach Bergheide (Standort)                                                      | Flurkreuz                               | Kruzifix auf Sockel mit heiligem Wendelin, 1856                                                                     | D-6-78-135-24 Wikidata | BW                |
| Hauptstraße, vor der Kirche (Standort)                                                          | Kriegerdenkmal                          | Auf gemauertem Sockel eine sich nach oben verjüngende Vierkantstele mit Marienfigur, Muschelkalk, bezeichnet „1922“ | D-6-78-135-19 Wikidata | weitere Bilder    |
| Nähe Reichelshöfer Straße (Standort)                                                            | Bildstock                               | Schaft 1922, Aufsatz mit Kreuzigungsrelief, 1623                                                                    | D-6-78-135-25 Wikidata | weitere Bilder    |
| Obertor, an der Durchgangsstraße (Standort)                                                     | Tabernakelbildstock                     | Rundbogiger Nischenaufsatz mit Pietà, 1909                                                                          | D-6-78-135-23 Wikidata | weitere Bilder    |
| Obertor (Standort)                                                                              | Gemeindebrunnen                         | Offenes Brunnenhaus mit Sandsteinsäulchen und Walmdach, 1840                                                        | D-6-78-135-21 Wikidata | weitere Bilder    |
| Ochsenwasen (Standort)                                                                          | Kreuzigungsgruppe                       | Kruzifix und Figurengruppe auf Inschriftensockel, Anfang 19. Jahrhundert                                            | D-6-78-135-22 Wikidata | Kreuzigungsgruppe |
| Ochsenwasen, vor dem Friedhof (Standort)                                                        | Bildstock                               | Tischsockel mit rundem Schaft, rundbogiger Aufsatz mit Heiliger Dreifaltigkeit, und Pietà, 1748                     | D-6-78-135-28 Wikidata | weitere Bilder    |
| Schöpfenrasen; an der Staatsstraße 2277 Gochsheim-Weyer gegenüber Wasserhochbehälter (Standort) | Bildstock                               | Tischsockel mit oktogonalem Schaft (erneuert), Aufsatz mit Kreuzigung, bezeichnet „1726“                            | D-6-78-135-26 Wikidata | weitere Bilder    |
| Strauchwiesen; Grettstadter Weg (Standort)                                                      | Bildstock                               | Tischsockel mit rundem Schaft, Aufsatz mit Relief der Heiligen Dreifaltigkeit und der Vierzehn Nothelfer, 1797      | D-6-78-135-29 Wikidata | weitere Bilder    |
| Zwischen den Wegen; am Schweinfurter Weg (Standort)                                             | Bildstock                               | Tischsockel mit oktogonalem Schaft und Aufsatz mit Kreuzigungsrelief, bezeichnet „1736“                             | D-6-78-135-27 Wikidata | Bildstock         |

## Ehemalige Baudenkmäler nach Gemeindeteilen

### Gochsheim
| Lage                    | Objekt                        | Beschreibung                                                    | Akten-Nr.              | Bild |
| ----------------------- | ----------------------------- | --------------------------------------------------------------- | ---------------------- | ---- |
| Hadergasse 3 (Standort) | Ehemaliges jüdisches Wohnhaus | 19. Jahrhundert; zugehörig zum Judenviertel, vgl. Judenhof 2–22 | D-6-78-135-31 Wikidata | BW   |